# Grote Kerk (Haarlem)
La Grote Kerk o Sint-Bavokerk és l'església més gran a la ciutat neerlandesa de Haarlem. Fins a la reforma protestant era dedicada al sant Bavó de Gant.
Es va construir en estil gòtic en un primer moment com a església catòlica. Va ser una catedral des de 1559 fins que es confiscava el 1578 i va esdevenir protestant. Posteriorment una nova catedral catòlica amb el nom catedral de Sant Bavo es va construir a Haarlem.

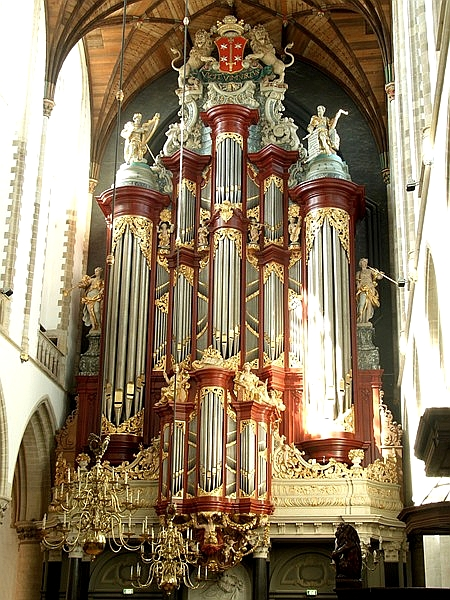
Enorme orgue del 1735 amb llargs tubs que va atreure molts compositors a Haarlem

L'església ja s'esmenta el 1245 i ja era considerada prominent, entre altres coses a causa del seu campanar. Aleshores, l'església consistia en cor, nau, transsepte i una torre occidental que era prou alta per ser utilitzada com a talaia per als bombers. Se li afegí un penell i un rellotge (1402).
Entre 1423 i 1433 s'hi construïa una capella ricament decorada contra la cara oest de l'església amb una pica baptismal.
El cor es construïa entre 1370 i 1400 per Engebrecht van Nijvel. Té un estil únic. Es va construir amb columnes i parets feixuges, amb obertures petites i lleugeres al triforium, i un absis angular.
El transsepte era construït entre 1445 i 1455 pel mestre Evert Spoorwater, d'Anvers, en estil gòtic brabant.